# Nikica Jelavić
Nikica Jelavić (Čapljina, 27. kolovoza 1985.) hrvatski je nogometni trener i umirovljeni nogometaš. Igrao je na poziciji napadača. Trenutačno je trener Lokomotive Zagreb.

## Klupska karijera

### Početci
Prvi klub mu je bio GOŠK iz rodne Gabele, zatim je došao u Neretvu iz Metkovića kod trenera Branka Gutića, da bi onda na preporuku Ante Prce, Ivana Gudelja, Dražena Mužinića i Vilsona Džonija završio s 15 godina u pomlatku splitskoga Hajduka. 

### Hajduk Split
Tamo je već igrajući za kadete ozlijedio koljeno, koje će ga pratiti narednih nekoliko godina. Kao tinejdžer već je bio na glasu kao nasljednik Alena Bokšića, a isticao se ponajviše nebeskim skokom i igranjem glavom. Prvi nastup za seniorsku momčad upisao je sa 17 godina pod vodstvom Zorana Vulića, zatim je par puta ulazio s klupe ali ga je s vremenom sve više mučilo koljeno koje je kasnije bilo podvrgnuto operacijskom zahvatu.
Otkada više nije mogao nastupati za juniore, svi su ga treneri tretirali kao ozbiljnog konkurenta za prvih 11. No, zbog čestih ozljeda nije uspio dobiti pravu priliku. Kad je za trenera došao Miroslav Blažević nazivao je svog centarfora "letećom tvrđavom", te je na njega najozbiljnije računao. Konačnu afirmaciju opet mu je odgodila ozljeda koljena. Te sezone oporavio se tek na proljeće, kada Blažević više nije bio na klupi Hajduka. Nastupio je, u tada vrlo lošoj momčadi Hajduka, protiv Osijeka na Poljudu, te s 2 zgoditka dao veliki doprinos u pobjedi od 3:0. I kasnije je ušao u momčad, zabilježivši 3 pogotka u 9 nastupa. Naredne sezone za trenera je opet stigao Zoran Vulić, koji ga je nakon vrlo dobrih utakmica na pripremama stavio u prvu momčad. Jelavić je postigao prvi pogodak te sezone, na gostovanju kod Međimurja. Kasnije je bilježio solidne nastupe, no malo pogodaka, ali ipak je pobudio zanimanje španjolskog Espanyola. Iako je na zimu mogao otići u inozemstvo, klub ga je odlučio zadržati. Na proljeće je redovito bilježio nastupe, ali ne toliko i golove.
Statistika u Hajduku
| Natjecanje        | Nastupi | Zgoditci |
| ----------------- | ------- | -------- |
| Prvenstvo         | 35      | 8        |
| Kup               | 7       | 2        |
| Superkup          | 0       | 0        |
| Međunarodne       | 0       | 0        |
| Splitski podsavez | 0       | 0        |
| Ukupno            | 42      | 10       |
| Prijateljske      | 42      | 11       |
| Sveukupno         | 84      | 21       |

### Zulte Waregem
Prije početka priprema za novu sezonu za pola milijuna eura prešao je u redove belgijskog prvoligaša Waregema, s kojim je sklopio trogodišnji ugovor. Već je u debiju protiv Standarda postigao prvijenac za novu momčad, no, do kraja sezone postiže ih još samo 2 u preko 20 utakmica. 

### Rapid Beč
Početkom lipnja 2008. godine prelazi u redove austrijskog prvaka Rapida iz Beča.

### Rangers
Dana 20. kolovoza 2010. godine Nikica Jelavić potpisao je 4-godišnji ugovor sa škotskim Rangersima. 

### Everton
Nakon jedne i pol sezone u Glasgowu, Jelavić 31. siječnja 2012. godine prešao je u engleski klub Everton iz Liverpoola i potpisao ugovor na četiri i pol godine. U FA Premier ligi odlično se snalazi i već u prvoj polusezoni u trinaest ligaških nastupa postigao je devet pogodaka te je na kraju sezone 2011./12. bio najbolji Evertonov strijelac.

### Hull City
13. siječnja 2014. Nikica potpisuje ugovor za Hull City.

### West Ham United
Dana 1. rujna 2015. Nikica potpisuje dvogodišnji ugovor s londonskim West Ham Unitedom.

### Guizhou Zhicheng
Jelavić je za klub iz Guiyanga Guizhou Zhicheng od 2018./19 do 2019./20. odigrao ukupno 58 utakmica, postigao je 27 pogodaka i 8 je puta asistirao.

### NK Lokomotiva
U Lokomotivu je prešao 3. rujna 2020. kao slobodan igrač te je igrao za klub sve do 1. ožujka 2021. kada je završio svoju igračku karijeru.

## Reprezentativna karijera
Slaven Bilić, tadašnji izbornik hrvatske nogometne reprezentacije, ga je pozvao u reprezentativni dres za nastup na pripremnoj utakmici pred kvalifikacijske susrete s Estonijom i Rusijom 2. i 6. lipnja 2007. godine. Godine 2009. izbornik Slaven Bilić poziva Jelavića za oglede s Katarom i Kazahstanom. U svom debiju za reprezentaciju, u prijateljskoj utakmici u Rijeci, 8. listopada 2009. godine, postiže pogodak u 91. minuti susreta za pobjedu Hrvatske protiv Katara od 3:2. Uoči kvalifikacijskog ogleda s Azerbajdžanom za Europsko prvenstvo 2016. priopćio je izborniku Niki Kovaču kako, nezadovoljan statusom u momčadi, napušta hrvatsku reprezentaciju.

## Priznanja

### Individualna
Hajduk
- Prvak Hrvatske (1): 2003./04.
- Hrvatski nogometni kup (1): 2002./03.

Everton
- Igrač mjeseca u FA kupu (1): ožujak 2012.
- Igrač mjeseca u FA Premier Ligi (1): travanj 2012.
- Evertonov igrač mjeseca (1): travanj 2012.

### Klupska
Glasgow Rangers
- Prvak Škotske (1): 2010./11.
- Škotski liga kup (1): 2011.

## Vanjske poveznice
- Profil, Transfermarkt (engl.)
- Profil, Soccerway (engl.)
- Profil, Hrvatski nogometni savez